# Piotr Nowina-Konopka
Piotr Nowina-Konopka, né le 27 mai 1949 à Chorzów et mort le 13 juin 2025 à Nowa Iwiczna, est un universitaire et militant politique polonais. Il est engagé dans le mouvement Solidarność. Il est également un acteur important de la construction européenne.

## Biographie

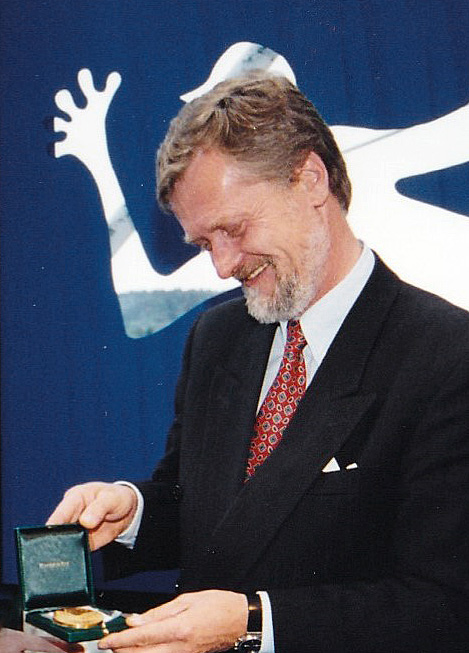
Piotr Nowina-Konokpa au Festival international de géographie en 1998.

Diplômé en économie, Piotr Nowina-Konopka travaille à l'université de Gdańsk, où il passe son doctorat en 1978. Secrétaire du centre de l'intelligentsia catholique de Gdańsk, il est en 1981 expert au sein du Centre de recherche de Solidarność, dont il devient également porte-parole. Il est un des fondateurs de l'Union démocratique polonaise.
Piotr Nowina-Konopka s'implique dans les relations européennes et atlantiques. Il est cofondateur en 1991 de la branche polonaise de la Fondation Robert-Schuman et est un des principaux négociateurs de l'adhésion de la Pologne à l'Union européenne. Il est quelque temps vice-président de l'Euro Atlantic Society (1999-2003). Il est vice-recteur pour le campus de Natolin du Collège d'Europe et président du think tank Notre Europe.